# 白髮魔女傳 (1995年電視劇)
《白髮魔女傳》（英語：The Romance of the White-hair Maiden），香港電視廣播有限公司古裝電視劇，監製蕭顯輝，由蔡少芬、何寶生主演，共20集。較原著更增悲劇色彩。該劇改編自梁羽生原著武俠小說《白髮魔女傳》。
此劇1995年首播時惡評如潮，全劇平均收視僅23點，為全年收視第二低無綫電視劇。結局週適逢農曆新年，平均收視祇得20點，創翡翠台黃金時段劇集結局週收視新低。

## 劇情概要
描述卓一航與練霓裳一段身份對立但又浪漫淒美的愛情故事。
明朝末年，卓一航（何寶生飾 ）文武雙修，獲太子賞識，被提拔入宮。練霓裳（蔡少芬飾）自幼為野狼所養，後被劍客凌慕華傳授劍藝，出手狠辣，被冠以「玉羅刹」之外號。
霓裳因練功走火入魔，化為童身，被朝廷高手圍剿受傷，幸得一航所救，並對其悉心照料。霓裳初嘗真情，被一航深深打動。霓裳亦因此會冒死救一航，更向其表白愛意，惟一航因未能屏棄門戶之見而拒，霓裳傷心不已。
後一航再遇練霓裳，終為霓裳之真情感動。二人更聯手對抗奸臣魏忠賢（ 王偉飾 ）及東西廠特務，出生入死，患難互建真情。一次一航因被師兄耿紹南（黃澤鋒飾）挑撥與霓裳對敵，一航更出手傷霓裳，令霓裳肝腸寸斷，傷心至一夜白髮。一航悔咎不已，決拋一切功名尋找練，惜為時已晚，霓裳已飄然遠去......

## 演員表

### 主要演員
| 演員          | 角色        | 關係/暱稱                                                             |
| 蔡少芬 趙冬兒 | 練霓裳 小童 | -天山派凌慕華之徒，明月峽寨主，綠林女英雄。                           |
| 何寶生        | 卓一航      | -武當掌門弟子，紫陽道人之徒，雲貴總督卓仲廉之孫，戶部尚書卓繼賢之子。 |

### 武當派
| 演員   | 角色     | 關係/暱稱                                            |
| 鮑方   | 紫陽道人 | 武當派掌門，武當四老之首，武林中人人景仰的前輩高人。 |
| 鄭家生 | 黃葉道人 | -武當四老之一                                        |
| 麥子雲 | 紅雲道人 | -武當四老之一                                        |
| 李成昌 | 白石道人 | 武當四老之一，與卓一航之父卓繼賢相識多年             |
| 黃澤民 | 耿紹南   | 卓一航之童年玩伴，後反目 ，深愛何萼華                |
| 鄒靜   | 何萼華   | 白石道人之女                                         |

### 卓家
| 演員   | 角色   | 關係/暱稱                          |
| 譚一清 | 卓仲廉 | 雲貴總督                           |
| 談泉慶 | 卓繼賢 | 卓仲廉之子                         |
| 何寶生 | 卓一航 | 卓仲廉之孫、卓繼賢之子，見主要演員 |

### 鐵家
| 演員   | 角色   | 關係/暱稱                |
| 白彪   | 鐵飛龍 | 鐵珊瑚之父、練霓裳之義父 |
| 陳珮珊 | 鐵珊瑚 | 鐵飛龍之女，岳鳴珂的戀人 |

### 明室／朝廷
| 演員   | 角色   | 關係/暱稱                                 |
| 馬德鐘 | 朱常洛 | 明光宗                                    |
| 鄧兆尊 | 朱由校 | 明熹宗，明光宗之子                        |
| 劉桂芳 | 客氏   | 明熹宗之乳母                              |
| 王偉   | 魏忠賢 | 九千歲，東廠太監，與客氏狼狽為奸          |
| 陳狄克 | 應修陽 | 東廠千戶，魏忠賢手下之鷹犬                |
| 林尚武 | 熊廷弼 | -遼東經略，抗金名將，                     |
| 許寶賢 | 孫承宗 | -大明進士，假意投靠魏忠賢，後助袁崇煥抗金 |
| 黃文標 | 袁崇煥 | -寧遠總督，抗金名將，大明朝廷中流砥柱     |

### 其他演員
| 演員   | 角色     | 關係/暱稱                                                                                      |
| 羅莽   | 霍天都   | 天山派開山宗主                                                                                 |
| 陳嘉輝 | 岳鳴珂   | 霍天都之徒，天山劍客，熊廷弼帳下幕僚                                                           |
| 李桂英 | 凌慕華   | 練霓裳之師父，與霍天都為情侶，為與霍天都賭氣而躲到山洞苦練玉女心經，最後走火入魔，返老還童而死 |
| 吳詠紅 | 客聘婷   | 客氏之女，紅花鬼母之徒                                                                         |
| 胡越山 | 王照希   | -陝北綠林領袖王嘉胤之子，孟秋霞之夫                                                            |
| 馬海倫 | 公孫大娘 | 紅花鬼母，武林怪客                                                                             |
| 駿 雄  | 公孫雷   | 紅花鬼母之子                                                                                   |
| 秦 煌  | 阮不歸   | 神醫                                                                                           |
| 古明華 | 白敏     | 孟燦之徒，孟秋霞師兄，客娉婷之夫                                                               |
| 黎漢持 | 李自成   | 闖王，綠林豪強                                                                                 |
| 熊欣欣 | 玄通     | 金剛堂少林高憎                                                                                 |

## 收視
以下為該劇於香港無綫電視翡翠台之收視紀錄：
| 週次 | 集數  | 日期                  | 平均收視            | 收視百分比 |
| ---- | ----- | --------------------- | ------------------- | ---------- |
| 1    | 01-05 | 1995年1月9日-1月13日  | 25點（140.3萬觀眾） | 65%        |
| 2    | 06-10 | 1995年1月16日-1月20日 | 23點（127.3萬觀眾） | 63%        |
| 3    | 11-15 | 1995年1月23日-1月27日 | 點（）              |            |
| 4    | 16-20 | 1995年1月30日-2月3日  | 20點（約110萬觀眾） | 70%        |

## 電視節目的變遷
| 香港無綫電視翡翠台 星期一至五 19:30-20:30 黃金時段第一線劇集 | 香港無綫電視翡翠台 星期一至五 19:30-20:30 黃金時段第一線劇集 | 香港無綫電視翡翠台 星期一至五 19:30-20:30 黃金時段第一線劇集 |
| ------------------------------------------------------------ | ------------------------------------------------------------ | ------------------------------------------------------------ |
|                                                              | 白髮魔女傳 (1995年電視劇) （1995.01.09 - 1995.02.03）        |                                                              |
| 豪門插班生 （1994.12.05 - 1995.01.06）                       | 命轉乾坤 （1995.02.06 - 1995.03.03）                         |                                                              |

## 外部連結
- 螢屏白髮魔女大盤點：蔡少芬很金庸 蔣勤勤虐心 鳳凰娛樂綜合 （页面存档备份，存于）
- 白髮魔女傳蔡少芬版 （页面存档备份，存于）